# Rebollo de Duero
Rebollo de Duero es una localidad española del municipio soriano de Velamazán, en la comunidad autónoma de Castilla y León.

## Geografía
Es una pequeña localidad de la provincia de Soria que se halla situada a 41°29′30″ de latitud Norte y 0º58'31" de longitud este, del Meridiano de Madrid, y a 600 m de la CL-116. Perteneció a la Comunidad de Villa y Tierra de Berlanga.
Bordeada al norte por el río Duero, del cual toma su apelativo, cuenta con una población estable de 25 personas, en su mayoría agricultores. Berlanga de Duero (a 12 km), Almazán (a 20 km) y El Burgo (a unos 35 km) son los núcleos más activos y poblados de la zona.
Limita al norte (Duero de por medio) con Centenera de Andaluz, al sur con Casillas de Berlanga y Velamazán, este con Velamazán y oeste con Fuentetovar (antes Fuentelpuerco).
El término cuenta con 916 ha desglosadas de la siguiente manera:
- Superficie total concentrada: 584 ha
- Superficie concentrada de regadío: 383 ha
- Superficie concentrada de secano: 201 ha
- Monte: 220 ha
- Dehesa de la Matilla: 9 ha
- Sinoga: 4 ha
- N.º de fincas: 301

## Historia
Sobre la base de los datos del Censo de Pecheros de 1528, en el que no se contaban eclesiásticos, hidalgos y nobles, se registra la existencia 29 pecheros, es decir unidades familiares que pagaban impuestos. En el manuscrito original, la localidad aparece denominada como Rebollo.
A la caída del Antiguo Régimen la localidad se constituye en municipio constitucional, conocido entonces como Rebollo en la región de Castilla la Vieja, partido de Almazán que en el censo de 1842 contaba con 28 hogares y 114 vecinos.
La localidad aparece descrita en el decimotercer volumen del Diccionario geográfico-estadístico-histórico de España y sus posesiones de Ultramar de Pascual Madoz de la siguiente manera:

REBOLLO: l. con ayunt. en la prov. de Soria (7 leg.), part. jud. de Almazan (2), aud. terr. y c. g. de Burgos (25), dióc. de Sigüenza (8): sit. en llano, á la márg. izq. del r. Duero. Tiene 24 casas, la consistorial, escuela de instruccion primaria, dotada con 24 fan. de trigo; una igl. parr. (San Ildefonso), aneja de la de Fuentelpuerco. térm.: confina con los de Casillas, Velamazan y Fuentelpuerco; dentro de él se encuentran dos arboledas pobladas de fresnos y sauces. El terreno, llano en su mayor parte, es de secano, flojo y de inferior calidad; comprende 2 montecitos con arbolado de roble; bañan el térm. un arroyuelo cuyas aguas fertilizan 15 huertecillos, y el r. Duero que pasa formando el lim. N. caminos: los locales y la carretera de Madrid á Valladolid. El correo se recibe y despacha en la cab. del part. prod.: trigo, centeno, cebada, avena, almortas y otras legumbres, leñas de combustible y pastos, con los que se mantiene ganado lanar y vacuno; hay caza de liebres, conejos y perdices. ind.: la agrícola. pobl.: 28 vec., 114 alm. cap. imp.: 18,761 rs.
(Madoz, 1849, p. 384)

A mediados del siglo XIX, crece el término del municipio porque incorpora a Fuentelpuerco.
En 1895 se abrió al tráfico la línea Valladolid-Ariza, que permitió la conexión de la población con el resto de la red ferroviaria española. El municipio contaba con una estación de ferrocarril propia, que disponía de instalaciones para pasajeros y mercancías. La línea fue cerrada al tráfico de pasajeros en 1985 por ser considerada deficitaria.
Hasta la reforma de la nomenclatura municipal de 1916 el municipio se llamaba simplemente Rebollo. En dicha fecha su nombre fue modificado por el de Rebollo de Duero. En 1970 el municipio de Rebollo de Duero desapareció al fusionarse con el de Velamazán. Ambas localidades contaban entonces con 73 hogares y 315 habitantes.

## Demografía
| Gráfica de evolución demográfica de Rebollo de Duero entre 1842 y 1960 |
| |
| Población de derecho según los censos de población del INE. Población de hecho según los censos de población del INEEn este censo se denominaba Rebollo: 1910 Entre el censo de 1857 y el anterior, crece el término del municipio porque incorpora a 425046 (Fuentelpuerco) Entre el censo de 1970 y el anterior, este municipio desaparece porque se integra en el municipio 42200 (Velamazán) |

Rebollo de Duero contaba a 1 de enero de 2017 con una población de 30 habitantes, 17 hombres y 13 mujeres.
| Gráfica de evolución demográfica de Rebollo de Duero entre 2000 y 2017                           |
|                                                                                                  |
| Población de derecho (2000-2017) según los censos de población del INE a 1 de enero de cada año. |

## Fiestas
- 20 de enero: San Ildefonso (titular de la parroquia) – Luminaria.
- 23 de mayo: San Bernardino de Siena
- 20 y 21 de agosto: fiestas patronales